# Georges Cucuel
Pour les articles homonymes, voir Cucuel.
Georges Cucuel est un musicologue français né le 14 décembre 1884 à Dijon et mort pour la France le 22 octobre 1918 à Grenoble.

## Biographie
Charles Georges Frédéric Cucuel naît le 14 décembre 1884 à Dijon,,.
Il fait ses études générales à Montbéliard puis au lycée Louis-le-Grand à Paris, à la Schola Cantorum ainsi qu'à la Sorbonne, où il est élève de Romain Rolland,.
Georges Cucuel travaille sur la musique du XVIIIe siècle. En 1913, il soutient ses deux thèses de doctorat, La Pouplinière et la musique de chambre au XVIIIe siècle et Étude sur un orchestre au XVIIIe siècle,.
Il obtient une bourse du gouvernement pour faire en Italie des recherches sur l'opera buffa mais la Grande guerre interrompt le projet.
Cucuel est mobilisé et affecté au 28e bataillon du génie. Il est blessé en septembre 1918 et admis à l'hôpital militaire de Grenoble, où il meurt de la grippe le 22 octobre 1918,,. Il est reconnu mort pour la France.

## Publications
Parmi les écrits de Georges Cucuel, figurent notamment :

### Ouvrages
- Études sur un orchestre au XVIIIe siècle, Paris, 1913 ;
- La Pouplinière et la musique de chambre au XVIIIe siècle, Paris, Fischbacher, 1913, lire en ligne sur Gallica ;
- Les créateurs de l'opéra-comique français, Paris, 1914.

### Articles
- « Le Baron de Bagge et son temps », in L'Année musicale, 1 (1911) ;
- « Quelques documents sur la librairie musicale au XVIIIe siècle », in Sammelbände der Internationalen Musikgesellschaft, 13 (1911-1912) ;
- « La critique musicale dans les « revues » du XVIIIe siècle », in L'Année musicale, 2 (1912) ;
- « Jean-Jacques Rousseau à Passy », in Bulletin de la Société Internationale de Musique, 8/7–8 (1912) ;
- « Notes sur quelques musiciens, luthiers, éditeurs et graveurs de musique au XVIIIe siècle », in Sammelbände der Internationalen Musikgesellschaft, 14 (1912-1913) ;
- « Les amours du fils Gossec », in Bulletin de la Société Internationale de Musique, 9/3 (1913) ;
- « La musique et les musiciens dans les Mémoires de Casanova », Revue du dix-huitième siècle, 1 (1913) ;
- « Sources et documents pour servir à l'histoire de l'opéra comique », in L'Année musicale, 3 (1913) ;
- « Notes sur la comédie italienne de 1717 à 1789 », in Sammelbände der Internationalen Musikgesellschaft, 15 (1913–14) ;
- « Le Moyen-Age dans les opéra-comiques du XVIIIe siècle », in Revue du dix-huitième siècle, 2 (1914) ;
- « Les aventures d'un organiste dauphinois », in Revue de musicologie, 1/1–5 (1917–19) ;
- « Les opéras de Gluck dans les parodies du XVIIIe siècle », in La Revue musicale, 3 (1921–2).